# 夢 (箏曲)
夢（ゆめ）は、船川利夫が1975年1月に作曲した、箏・十七絃・尺八の三重奏である。

## 曲の解説
この曲は、人生の春を謳った、甘美で優雅な作品です。当初、曲名を「ロマンス」としていましたが、公刊譜出版時、「夢」と改題されました。

## 楽器構成
- 箏
- 十七絃
- 尺八

## 楽譜
- 大日本家庭音楽会より出版されている。

| サブスタブ | この項目は、まだ閲覧者の調べものの参照としては役立たない、書きかけの項目です。この項目を加筆・訂正などしてくださる協力者を求めています。このテンプレートは分野別のサブスタブテンプレートやスタブテンプレート（Wikipedia:分野別のスタブテンプレート参照）に変更することが望まれています。 |